# Ecole Normale d’Instituteurs Kaocen
Die Ecole Normale d’Instituteurs Kaocen (kurz: ENI Kaocen) ist eine Lehrerbildungsanstalt in der Stadt Tahoua in Niger.

## Standort und Ausbildungszweige
Die Ecole Normale d’Instituteurs Kaocen befindet sich im Nordosten des urbanen Gemeindegebiets der Regionalhauptstadt Tahoua. Sie weist drei Ausbildungszweige auf: zum Hilfslehrer, zum Lehrer und eine Spezialsektion.

## Geschichte
Die Lehrerbildungsanstalt ist eine der ältesten des Landes. Sie wurde am 1. November 1948 als Lehrerseminar namens Cours Normal de Tahoua eröffnet und war anfänglich nur Knaben zugänglich. Sie geht auf den 1945 geschaffenen Cours Normal am Schulbauernhof Kollo zurück, der hierher verlegt wurde. Ein Cours Normal bildete zum Hilfslehrer (instituteur-adjoint) aus, während nur eine Ecole Normale (Normalschule) auch eine Ausbildung zum Lehrer (instituteur) und das Baccalauréat umfasste. Die Ausbildung am Cours Normal de Tahoua dauerte fünf Jahre, von denen die ersten vier Jahre aus allgemein bildendem Unterricht bestanden und das letzte Jahr der Berufsausbildung gewidmet war.
Im Jahr 1953 wirkte der Politiker Noma Kaka als stellvertretender Direktor der Anstalt. Am Cours Normal de Tahoua fand 1957 der erste bedeutende Schülerstreik in Niger statt. Er entstand spontan und wenig organisiert während eines Besuchs von Djibo Bakary und weiteren Abgeordneten aus der Hauptstadt Niamey. Er richtete sich gegen den damaligen Schulleiter, der als übermäßig streng empfunden wurde, und fand die Unterstützung Djibo Bakarys. Mitglieder der Schülervereinigung von Tahoua gehörten zu den Gründungsmitgliedern des nigrischen Schülerverbands Union des Scolaires Nigériens, dessen Statuten am 16. Juli 1960 in Kraft traten.
Ein Dekret vom 5. Oktober 1973 erhob den Cours Normal de Tahoua für Knaben und den Cours Normal de Tillabéri für Mädchen jeweils zu einer Ecole Normale, an der beide Geschlechter zugelassen waren (Koedukation). Von 1973 bis 1976 arbeitete Amadou Madougou als Direktor der Ecole Normale de Tahoua.
Ein Gesetz vom 31. Dezember 2002 gestand der nunmehrigen Ecole Normale Kaocen in Tahoua die Selbstverwaltung unter staatlicher Aufsicht zu. Ihr Namensgeber Ag Mohammed Wa Teguidda Kaocen führte bis zu seinem Tod 1919 die Kaocen-Revolte gegen die französische Kolonialherrschaft an. Eine Verordnung definierte 2006 acht Schulen in der Nähe der Ecole Normale Kaocen als Übungsschulen, in denen erfahrene Lehrkräfte die Betreuung der Lehramtsstudierenden gewährleisteten.
Alle Ecoles Normales (Normalschulen, kurz EN) erhielten 2007 landesweit die neue Bezeichnung Ecole Normale d’Instituteurs (Lehrer-Normalschule, kurz ENI). Im Schuljahr 2009/2010 gehörten dem Lehrkörper der Ecole Normale d’Instituteurs Kaocen 27 Personen an, darunter keine einzige Frau. Die Anzahl der Schüler belief sich auf 698 in 22 Klassen. Zum Schuldirektor wurde 2012 Bila Mohamed ernannt. Ein landesweiter Kompetenztest der Lehrer in Französisch und Mathematik erbrachte 2017 dermaßen schlechte Ergebnisse, dass der Unterrichtsminister Daouda Marthé bestimmte Diplome als Zugangsvoraussetzung zu allen Ausbildungsstätten des Typs Ecole Normale d’Instituteurs einführte. Issa Issiakou wurde 2018 zum Generaldirektor der der Ecole Normale d’Instituteurs Kaocen bestimmt. Mit dem Ziel einer effizienten Verwaltung ohne Inkohärenzen bei der Umsetzung des Lehrplans wurde die Selbstverwaltung aller elf Lehrerbildungsanstalten des Landes 2019 aufgehoben. Sie wurden stattdessen direkt der für Aus- und Weiterbildung zuständigen ministeriellen Generaldirektion unterstellt. Unter Staatspräsident Mohamed Bazoum wurden die Zugangsbeschränkungen 2021 weiter verschärft und das Baccalauréat zur Bedingung, um an einer Ecole Normale d’Instituteurs studieren zu können.

## Bekannte ehemalige Schülerinnen und Schüler
- Hima Adamou (1936–2017), Journalist, Schauspieler und Dramatiker
- Boukary Adji (1939–2018), Politiker, Premierminister Nigers
- Amadou Madougou (* 1941), Politiker
- Djibo Mayaki (* 1939), Schriftsteller
- Lambert Messan (1940–2013), Diplomat
- Boubacar Moussa (* 1932), Lehrer und Politiker